# Halecium ochotense
Halecium ochotense är en nässeldjursart som beskrevs av Linko 1911. Halecium ochotense ingår i släktet Halecium och familjen Haleciidae. Inga underarter finns listade i Catalogue of Life.